# Die trunkene Alte

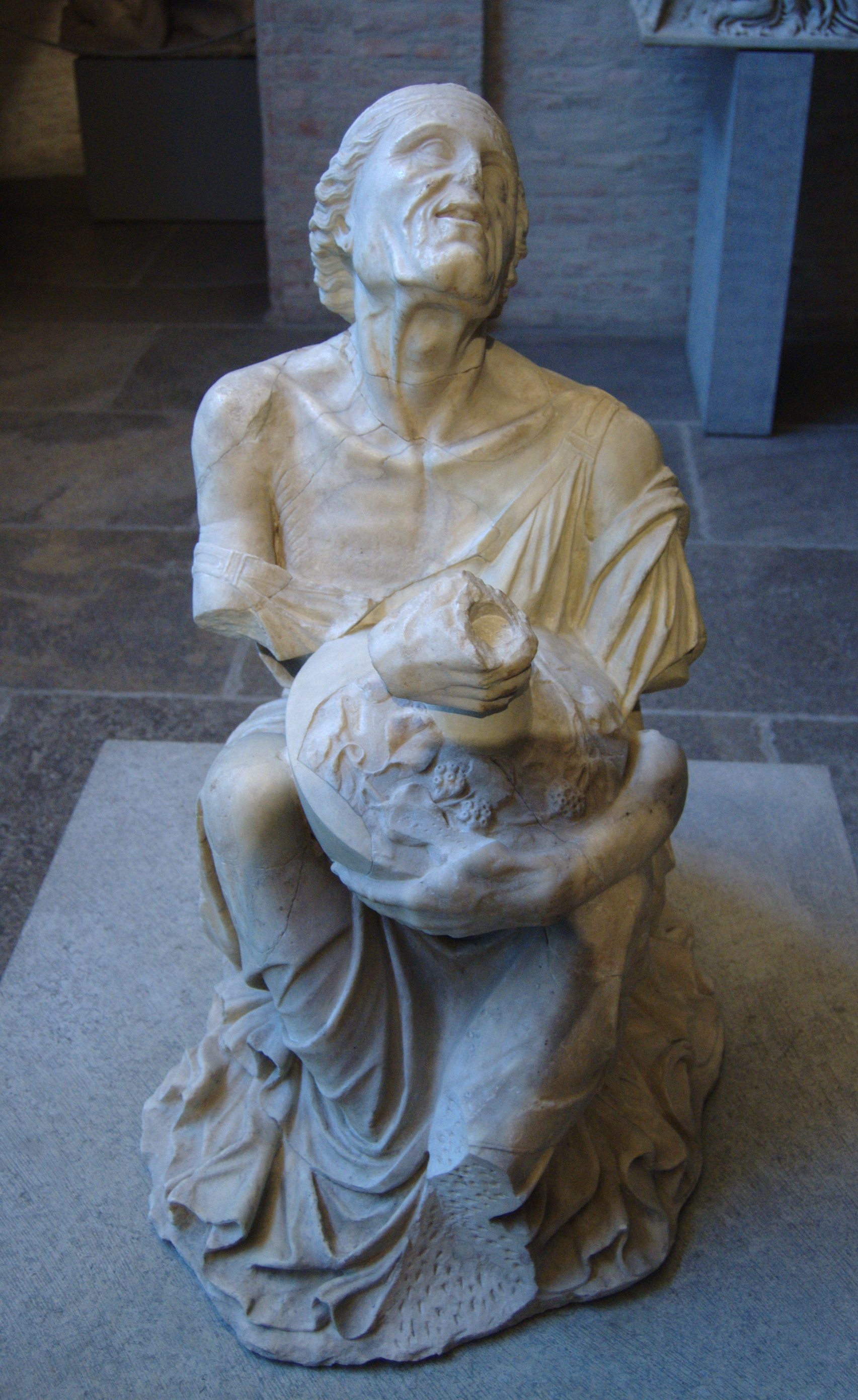
Die Trunkene Alte; Glyptothek, München

Die Trunkene Alte ist eine weibliche Sitzstatue aus dem Hellenismus. Sie ist in zwei Kopien in Marmor aus römischer Zeit erhalten. Auch das ursprüngliche Arbeitsmaterial war wahrscheinlich Marmor. Das Besondere der Genreskulptur ist der starke Realismus.
Die griechische Originalskulptur der Trunkenen Alten ging verloren, erhalten sind zwei römische Kopien, eine in den Kapitolinischen Museen in Rom, die andere in der Münchner Glyptothek. Von der Forschung wird die Skulptur der Trunkenen Alten als ein Weihgeschenk an den Gott Dionysos betrachtet, dem sowohl der Weinkrug als auch das Efeu als Attribut zugeordnet sind.

## Originalskulptur und Kopien
Die großplastische Statue der Trunkenen Alten wird in die Epoche des Hellenismus eingeordnet, der exakte Entstehungszeitraum kann jedoch nicht benannt werden. In der Forschung wird die Trunkene Alte aufgrund von stilistischen Parallelen in der Regel in das späte 3. Jahrhundert v. Chr. datiert. Die sperrige und blockartige Komposition und der pyramidale Aufbau macht sie vergleichbar mit dem Skythen der „Marsyas-Schleifer-Gruppe“, der auf die 1. Hälfte des 2. Jahrhunderts v. Chr. datiert wird, sowie mit der Figur des Ganswürgers, der auf das mittlere beziehungsweise späte 3. Jahrhundert v. Chr. datiert wird.
Die Kopie in München wird auf das 1. Jahrhundert n. Chr. datiert und gilt als die bessere Kopie. Die Kopie in Rom wird auf das 2. Jahrhundert n. Chr. datiert.

## Aufstellungsorte

### Original
Nach Plinius war das Original der Figur im kleinasiatischen Smyrna aufgestellt. In seiner Naturalis historia, Buch 36, 32 listet er berühmte Marmorwerke auf, die sich nicht in Rom befinden, darunter eine anus ebria (lat. = berauschte Greisin). Sie sei von einem Myron aus Theben geschaffen worden, mit dem er fälschlicherweise den gleichnamigen Bildhauer Myron aus dem 5. Jh. vor Chr. meinte.
Als zweiter möglicher Aufstellungsort kommt aufgrund der Lagynos, die die Alte vor sich hält, Alexandria in Frage. Die Lagynos war Namensgeber für die Lagynophorien, das Flaschenfest, das von Ptolemäus IV. eingeführt worden war.

### Münchener Kopie
Die Statue der Trunkenen Alten in der Münchener Glyptothek befand sich seit etwa 1700 im Besitz des Kardinals Ottoboni in Rom. Sie zählte damals zu den bekanntesten Antiken der Stadt. Domenico de Rossi nahm sie 1704 in seine Sammlung antiker und moderner Statuen in Rom („Raccolta di statue antiche e moderne“) auf, die er zusammen mit Paolo Alessandro Maffei publizierte. Die Alte galt damals als Bacchus-Priesterin und wurde vor allem wegen ihres ekstatischen Ausdrucks geschätzt. 1714 gelangte die Figur als Geschenk des Kardinals nach Düsseldorf an den Kurfürsten Johann Wilhelm. Nach einer Zwischenstation in Mannheim wurde sie 1803 von Kurfürst Karl Theodor in die Münchner Residenz überführt. Leo von Klenze verwehrte der Trunkenen Alten die Aufnahme in die neue Glyptothek König Ludwigs I.
Nach 1865 wurde die Trunkene Alte in Heinrich Brunns neue Abgusssammlung überwiesen und im Abgussmagazin des Museums aufgestellt. 1895 wurde die Statue von Adolf Furtwängler schließlich doch in der Münchner Glyptothek aufgestellt, allerdings nicht bei den griechischen Skulpturen, sondern im 'Römersaal'. Heute zählt die Skulptur zusammen mit dem Barberinischen Faun und dem Knaben mit der Gans zu den Glanzstücken der Sammlung.

## Beschreibung

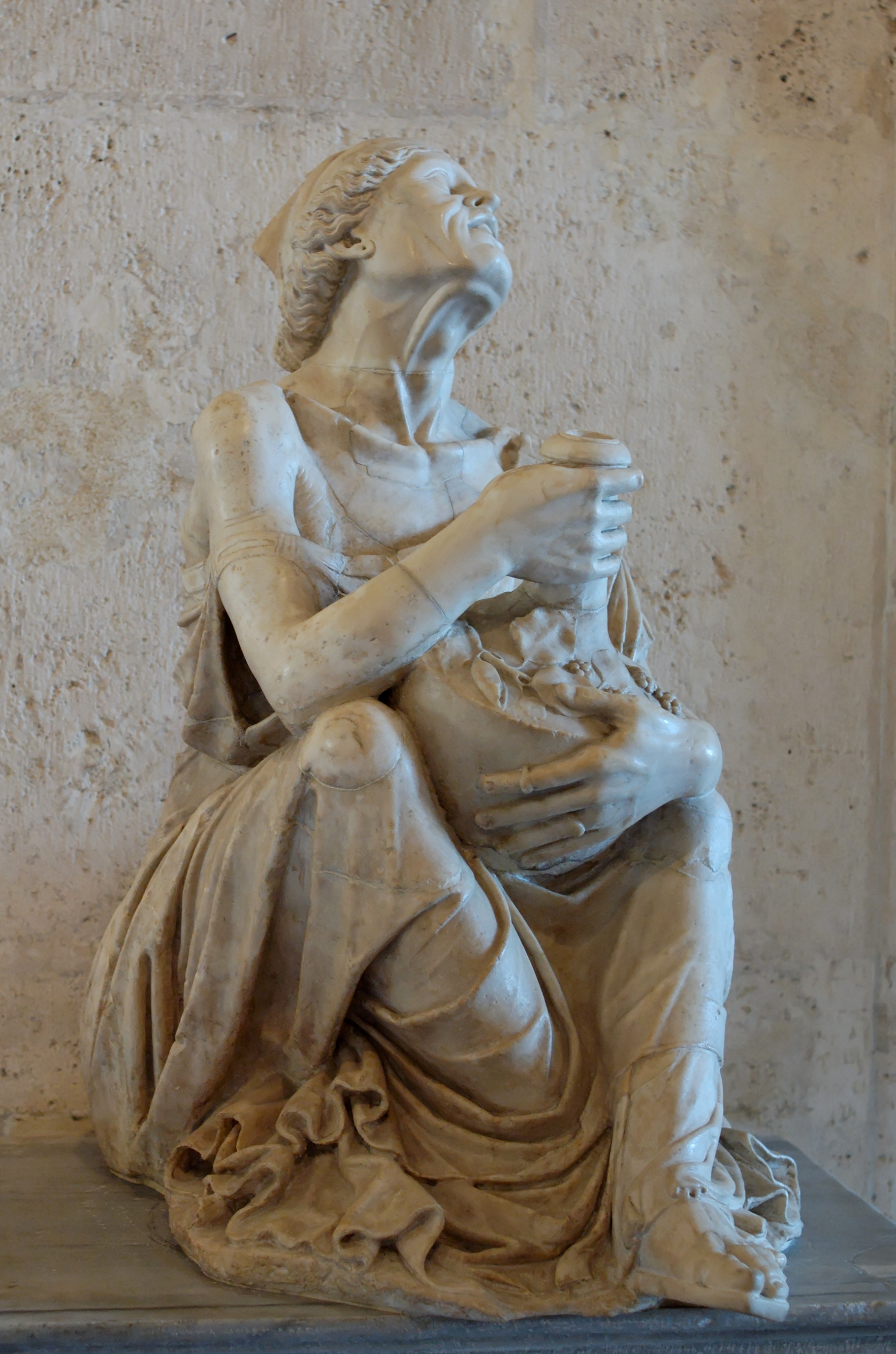
Kopie in den Kapitolinischen Museen, Rom

Die Skulptur zeigt eine in die Jahre gekommene Frauengestalt, die am Boden hockt und in ihrem Schoß eine Flasche umklammert hält. Die Höhe beträgt ca. 92 cm, also etwa Lebensgröße. Die Frau sitzt am Boden und hat ihre Beine nach vorne gestreckt überkreuzt und hält sie in einer leicht angewinkelten Position, wobei das linke Bein über dem rechten liegt. In ihrem Schoss hält sie eine Lagynosflasche, die sie mit ihren beiden Armen und Händen sorgsam an der Mündung und am Bauch umfasst. Dabei liegt ihr linker Arm locker um den Bauch der Flasche und bequem auf dem linken Knie ihres Beines. Ihre rechte Hand umfasst den Flaschenhals. Die Flasche, in der sich üblicherweise der ungemischte Wein befand, ist mit einer Efeuranke mit Blättern und Blüten geschmückt.
Die Frau ist mit einem Chiton bekleidet, an dessen Trägern Metallschließen angebracht sind und der in der Körpermitte gegürtet ist. Der rechte Träger ist ihr über die Schulter gerutscht und gibt den Oberkörper frei, entblößt aber nicht die Brust. Das Motiv des über die Schulter hinabgeglittenen Trägers ist traditionell erotisch konnotiert und kommt vor allem in Darstellungen der Liebesgöttin Aphrodite vor. Über dem Chiton trägt die Frau einen schweren Mantel, der in reichen Falten auf den Boden gesunken ist und sich rund um sie aufstaut. Die Kleidung der Frau entspricht der damaligen Mode. Die gleiche Gewandung ist auch bei Aphrodite- und Nymphendarstellungen zu finden, vergleichbar auch mit den Gewandungen von vornehmen Frauen in der damaligen Zeit.
Am freien Oberkörper treten spitz Schlüsselbeine und Rippen auf dem Dekolleté hervor, genau wie die Schulterblätter und die Wirbelsäule auf der Rückenpartie. Die Haut spannt sich in einer dünnen Schicht über das Skelett und zeichnet anatomisch genau die darunter liegenden Muskeln, Adern und Sehnen ab. Den Hals durchzieht direkt unter der Haut eine dicke Ader, die in den schlaffen Hautfalten unter dem Kinn verschwindet.
Ohrlöcher weisen auf goldenen Ohrringe hin, die dort angebracht werden konnten. Ein Kopftuch hält die Haare aus dem Gesicht. Der Kopf der Alten ist in den Nacken gelegt, der Mund leicht geöffnet und der Blick ist ins Leere gerichtet. Die Haut ist erschlafft und hängt in Falten über die Wange bis hinab über die Kieferknochen. Die Nasolabialfalte ist ausgeprägt und Krähenfüße umziehen die Augen. Der geöffnete Mund gewährt einen Blick auf ein paar Zahnreste. Das Haar der Frau ist sorgfältig frisiert; an den Seiten ist es nach innen eingeschlagen und über dem Nacken mit einem Band zusammengehalten. Sorgfältig drapiert ist auch ihr Kopftuch unter dem wie zufällig kleine Löckchen hervor lugen. An ihrer linken Hand trägt die Alte zwei Ringe, einen am Zeigefinger, einen am Ringfinger, die darauf schließen lassen, dass sie wohlhabend war und einen gewissen Status innehatte.

## Historisch-kultureller Kontext der Entstehung
Seit dem 5. Jahrhundert v. Chr. lachten die Griechen im Theater über alte und trunksüchtige Weiber, sie gehörten zu den beliebtesten Gestalten in der Komödie. In der attischen Kultur des 4. Jahrhunderts v. Chr. spielte die Komödie eine wichtige Rolle, sie stellte eine Art Ventil für die Bevölkerung dar, das einen Ausgleich zu der Ideologie der Kalokagathia schuf, der Ausbildung von Körper und Geist mit dem Ziel der politischen und moralischen Vollkommenheit der Bevölkerung. Diese Wertvorstellungen schlugen sich in strengen Maßvorgaben in der repräsentativen Kunst nieder, ebenso in Reliefs und jeglichen anderen Darstellungen von Göttern und Menschengestalten. Mittels schöner und harmonisch geformter Körper wurde die moralische Qualität der Bürger verdeutlicht. In der Komödie wurden nun Situationen des Alltags mit ihren menschlichen Schwächen gezeigt und die Menschen konnten sich von den ideologischen Forderungen des Tages im Lachen über Banalitäten befreien. Die Komödie bildete so zu sagen eine Gegenwelt, in der Menschen mit Missbildungen, dicken Bäuchen, dünnen Beinen und runzeligen Gesichtern, Hässlichkeit und Alter dem Publikum gezeigt wurden. Indem die Bevölkerung über deren Anblick lachte, konnte sie sich auch über die Stilisierung der maßgeregelten Körper von der Gesellschaft ausgehend, losmachen.
Die alten Weiber wurden in der Komödie immer mit den Eigenschaften hässlich, schwatzhaft, verfressen, mannstoll und vor allem trunksüchtig charakterisiert und traten auf der Bühne vor allem in zwei Rollen auf, nämlich als Amme und als ehemalige Hetäre oder Kupplerin. Des Weiteren gehörten diese Figuren auch nicht zur Gesellschaft, sie wurden stets als Sklavinnen, Dienerinnen oder Fremden zugeordnet, weshalb sie sich eigneten, sich über sie lustig zu machen.

## Interpretationen
Paolo Alessandro Maffei sah in der Weinflasche in ihrem Schoß eine Lampe und interpretierte den nach oben gereckten Kopf sowie den leicht geöffneten Mund als Gebetshaltung an die Götter. Er schrieb der Trunkenen Alten eine Rolle als Bacchuspriesterin zu.
Heinrich Bulle vertrat in einem Sammelband über die ausgestellten Stücke der Münchner Glyptothek die Auffassung, dass die Trunkene Alte als ein Künstlerspaß konzipiert und für einen reichen und lustigen Dionysosverehrer für dessen Park ausgeführt worden sei.
In den 1970er Jahren überwogen Interpretationen, die die soziale Problematik der Figur betonten. Der Vergleich mit der „Derelict women“ von Duane Hanson aus dem Jahr 1973 verdeutlicht dies. Es sei dem Bildhauer darauf angekommen, auf das Elend einer armen Frau aufmerksam zu machen, man ging davon aus, dass ein tiefes Mitgefühl mit diesen armen, alten, ausgestoßenen Frauen empfunden werden sollte. In beiden Fällen bringe das Liegen oder Hocken am Boden den Verstoß der Frauen gegen gesellschaftliche Verhaltensformen zum Ausdruck.
In der jüngeren Kunstwissenschaft sieht dagegen etwa Ludger Alscher in der extremen Alterscharakterisierung der Figur eine Vernachlässigung der Daseinsformen und die Endlichkeit des Lebens.
Paul Zanker ist der Meinung, dass es sich bei der Trunkenen Alten um eine ehemalige Hetäre aus dem Komödientopos handelt.
Christian Kunze sieht in ihr gleichfalls den Topos der trunksüchtigen Alten, er nimmt aber nicht eine Rollenzuweisung wie Zanker vor, in ihr eine Hetäre zu sehen, sondern geht in eine andere Richtung der Interpretation. Er zieht hierfür zum Vergleich Darstellungen aus der Kleinplastik heran und betrachtet literarische Quellen aus der Zeit. Diese literarischen Quellen bilden von Dichtern verfasste Epigramme, in denen den alten Weibern nur die Eigenschaft des Alkoholismus an sich zugeschrieben wird. In den Darstellungen bei Kleinplastiken wurden die Rollen der und Hetären aber als dick, schwatzhaft und trunksüchtig beschrieben. Des Weiteren ist auffällig, dass die Figuren immer auf einem Kissen oder Stuhl platziert wurden. Bei den Kleinplastiken wird der Darstellungsraum nicht nur auf die Trunksucht allein beschränkt, sondern sämtliche schon aufgezählte Eigenschaften werden verbildlicht. Kunze ist nun der Meinung, die Skulptur der Trunkenen Alten würde sich hierin von den Kleinplastiken unterscheiden und sich ganz speziell in hellenistischer Zeit auf das Motiv der Trunksucht reduzieren. Dieses trunksüchtige Verhalten sieht er bis in das Übermenschlich, Dämonische gesteigert, sodass der Frauen einziges Streben die unermessliche Gier nach Wein ist. Er sieht die Plastik der Trunkenen Alten als eine verselbständigte Vertreterin hemmungsloser Trunksucht. Nur auf dieses Motiv reduziert und um die dämonische Eigenschaft der unermesslichen Gier bereichert, schlüpfe die Alte nun in eine Rolle eines irdischen Gegenstücks zu den Satyrn, den mythischen Zechgenossen des Dionysos. Kunze meint, diese Interpretation der Kleingefäße auch auf die großplastische Figur der Trunkenen Alten umlegen zu können, und sieht in ihr eine Stiftung einer Satyrfigur zu Ehren der Gottes Dionysos. Einen Beleg für seine These glaubt er in Figurengefäßen in Form von Satyrdarstellungen gefunden zu haben. Kunze vermutet vielmehr in den Satyrdarstellungen Vorläufer der Trunkenen Alten. Er argumentiert, dass die Trunkene Alte die gleiche Sitzposition habe, nämlich frontal zum Betrachter, spreizbeinig und am Boden sitzend mit erhobenem Kopf. Eine weitere Parallele sieht er in der Armführung, die ähnlich der Alten sei, auch die Satyrdarstellungen umfassen vor ihrem Bauch ein Gefäß oder Musikinstrument. Kunze ist der Meinung, dass die Bildidee für die Trunkene Alte auf die am Boden hockenden Satyrfiguren zurückzuführen sei. Nach dieser Argumentation  kann keine Aussage über die dargestellte Person getroffen werden: Sie bleibt eine anonyme Gestalt, die in einem dionysischen Umfeld dem Gott durch ihren Rauschzustand huldigt und die sich auf diese Weise in die Welt des Dionysos-Kultes einfügt.
Bisweilen wurde von anderen Forschern auch die Überlegung gebracht, die Trunkene Alte sei eine Art Priesterinnenfigur, aufgrund ihrer ausgefallenen Kleidung mit dem Accessoire des Kopftuchs, doch haben neuere Forschungen ergeben, dass sich das Kopftuch nicht einer bestimmten Tracht zuordnen lässt. Das Kopftuch wird genauso häufig bei Ammendarstellungen gezeigt, bei älteren Frauen in kultischen Handlungen, alten Hetären, aber auch bei
Bürgersfrauen.

## Einfluss auf die Kleinkunst
Die Statue der Trunkenen Alten hat ganz ähnlich wie Der Alte Fischer in der Großplastik keine Vorläufer, ihrerseits aber großen Einfluss auf die Kleinkunst. Eine Tonkanne aus Skyros, die um 100 v. Chr. datiert wird, übernimmt einige Motive der Trunkenen Alten. Die auf ihr abgebildete Frau trägt vor sich eine Lagynosflasche und hält sie auch ganz ähnlich umfasst. Auffällig wirkt auch die wellenartige Faltenbildung (vom Mund ausgehend und am Hals). Der Efeukranz ist der Frau hier jedoch um den Kopf gelegt. Auf dem Sockel der Kanne befindet sich eine Inschrift, in der es heißt: „Beglückt sitzt die zur Flasche gewordene Alte da“. In der römischen Kaiserzeit entstanden zahlreiche kleine Kopien und Umbildungen der Trunkenen Alten aus Terrakotta.
Die komplexe Ikonographie der Alten wurde aber in der Rezeption der Kleinkunst banalisiert. Auf das Entblößungsmotiv wurde ganz verzichtet und auch ihr glücklich seliger Gesichtsausdruck ging verloren. Stattdessen wird es durch ein ausdrucksloses Gesicht ersetzt. Sie wird schließlich nur noch als Säuferin mit runzeliger Haut dargestellt. Das ironische Moment daran scheint die Tatsache zu sein, dass die Trunkene Alte in der Kleinplastik selbst zur Flasche geworden ist und die Flaschenform sich in der Figur wiederfindet.